# 커피앤 클래식
커피앤 클래식은 KBS춘천 클래식FM에서 평일 오후 4시부터 오후 5시까지 방송되었던 클래식 음악 전문 라디오 프로그램이었다. 2024년 5월 10일 자로 5년만에 폐지되었다.

## DJ
- 안성희 교수(강원대 작곡과) (2019년 3월 4일 ~ 2024년 5월 10일)